# Моресмо, Амели
Амели́ Симо́н Моресмо́ (фр. Amélie Simone Mauresmo; 5 июля 1979, Сен-Жермен-ан-Ле, Ивелин) — французская теннисистка и тренер; бывшая первая ракетка мира в одиночном разряде; победительница двух турниров Большого шлема в одиночном разряде (Открытый чемпионат Австралии-2006 и Уимблдон-2006); финалистка одного турнира Большого шлема в одиночном разряде (Открытый чемпионат Австралии-1999); серебряный призёр Олимпийских игр 2004 года в одиночном разряде; победительница Итогового чемпионата WTA в одиночном разряде (2005); победительница 28 турниров WTA (из них 25 в одиночном разряде); финалистка одного турнира Большого шлема в парном разряде (Уимблдон-2005; победительница Кубка Федерации в составе сборной Франции (2003).

## Общая биография
Отец Франциск (умер 12 марта 2004 года) был по профессии инженером; мать зовут Франсуаза; есть старший брат Фабьен, который, как и отец, стал инженером.
По словам Амели решила начать играть в теннис до 4 лет, увидев по телевизору победу Янника Ноа на Ролан Гаррос-1983.
Личная жизнь
Амели является открытой лесбиянкой Каминг-аут совершила в 1999 году на пресс-конференции во время Открытого чемпионата Австралии по теннису.
9 апреля 2015 года стало известно, что Амели ожидает появления своего первенца в августе. 16 августа 2015 года Амели родила мальчика. 20 апреля 2017 года она во второй раз стала матерью, родила дочь Айлу.

## Спортивная карьера

### Начало карьеры (финал в Австралии)
Профессиональную карьеру теннисистки Моресмо начала в 1993 году. В мае 1995 года она дебютировала на турнирах Большого шлема, пройдя через квалификацию на Открытый чемпионат Франции. На момент участия в турнире Амели не было ещё 16-ти лет. В октябре того же года француженка выиграла титул на турнире из цикла ITF во Франции. В 1996 году она вновь выступила на Ролан Гаррос, получив от организаторов специальное приглашение, и прошла там во второй раунд. В сентябре 1997 года Моресмо победила на 50-тысячнике ITF в Греции.
В начале сезона 1998 года Амели вошла впервые в топ-100 мирового одиночного рейтинга и прошла в третий раунд на Открытом чемпионате Австралии, где проиграла американке Винус Уильямс. Прорывным для начала карьеры стало выступление Моресмо на грунтовом турнире 1-й категории в Берлине, прошедшим в мае. Начав турнир с квалификационного отбора, француженка смогла обыграть в основе ещё пять соперниц, в том числе вторую в мире на тот момент Линдсей Дэвенпорт и третью Яну Новотну и вышла в дебютный финал в WTA-туре. В решающем матче за титул Моресмо проиграла известной испанской теннисистке Кончите Мартинес со счётом 4-6, 4-6. Результат показанный в Берлине позволил ей войти уже в топ-50. В июле Амели впервые выступила в составе сборной Франции в розыгрыше Кубка Федерации, но проиграла оба своих матча.
В начале сезона 1999 года на Открытом чемпионате Австралии Моресмо смогла выйти в титульный матч Большого шлема. Для молодой француженки это был большой успех, так как финал стал для неё всего лишь вторым в карьере и уже на Большом шлеме. В решающем матче за титул ещё одна молодая теннисистка, но которая уже когда-то являлась первой ракеткой мира Мартина Хингис смогла обыграть Амели.
| Стадия  | Соперница (посев)     | Рейтинг | Счёт              |
| 1 раунд | Корина Морариу        | 33      | 6-7(2) 7-6(8) 6-2 |
| 2 раунд | Патти Шнидер (8)      | 9       | 6-7(1) 6-4 6-3    |
| 3 раунд | Николь Пратт          | 102     | 6-3 6-3           |
| 4 раунд | Эмили Луа             | 95      | 6-0 7-5           |
| 1/4     | Доминик Монами (11)   | 12      | 6-3 7-6(3)        |
| 1/2     | Линдсей Дэвенпорт (1) | 1       | 4-6 7-5 7-5       |
| Финал   | Мартина Хингис (2)    | 2       | 2-6 3-6           |

В конце февраля Моресмо смогла взять реванш у швейцарке, обыграв её в четвертьфинале турнира в Париже. На том турнире она смогла дойти до финала, где уступила американке Серене Уильямс — 2-6 6-3 6-7(4). В мае на престижном грунтовом турнире в Риме она вышла в полуфинал, проиграв там соотечественнице Мэри Пирс. Осенью Моресмо выиграла свой первый одиночный трофей WTA, победив в финале турнира в Братиславе бельгийскую спортсменку Ким Клейстерс (6-3, 6-3). По итогам 1999 года она заняла 10-е место и приняла участие в итоговом турнире WTA, но в первом же раунде уступила Линдсей Дэвенпорт.
На старте сезона 2000 года Моресмо выиграла второй титул WTA на турнире в Сиднее, переиграв в финале Линдсей Дэвенпорт (7-6(2), 6-4). В мае она смогла сыграть в финале на турнире в Боле, но проиграла в борьбе за главный приз Тине Писник. В том же месяце Амели сыграла в финале турнира 1-й категории в Риме, но проиграла его представительнице США Монике Селеш со счётом 2-6, 6-7(4). В сентябре Моресмо приняла участие в первых для себя Олимпийских играх, которые проводились в Сиднее. В одиночном разряде она выбыла уже в первом раунде, проиграв Фабиоле Сулуага, в парном совместно с Жюли Алар-Декюжи в 1/4 проиграла сёстрам Уильямс, которые выиграли ту Олимпиаду. В октябре Моресмо завоевала парный титул на турнире в Линце в альянсе с Чандой Рубин. В конце сезона она вышла в полуфинал на турнире 1-й категории в Москве и в борьбе за финал уступила Мартине Хингис.
2001-04. Первая в мире.

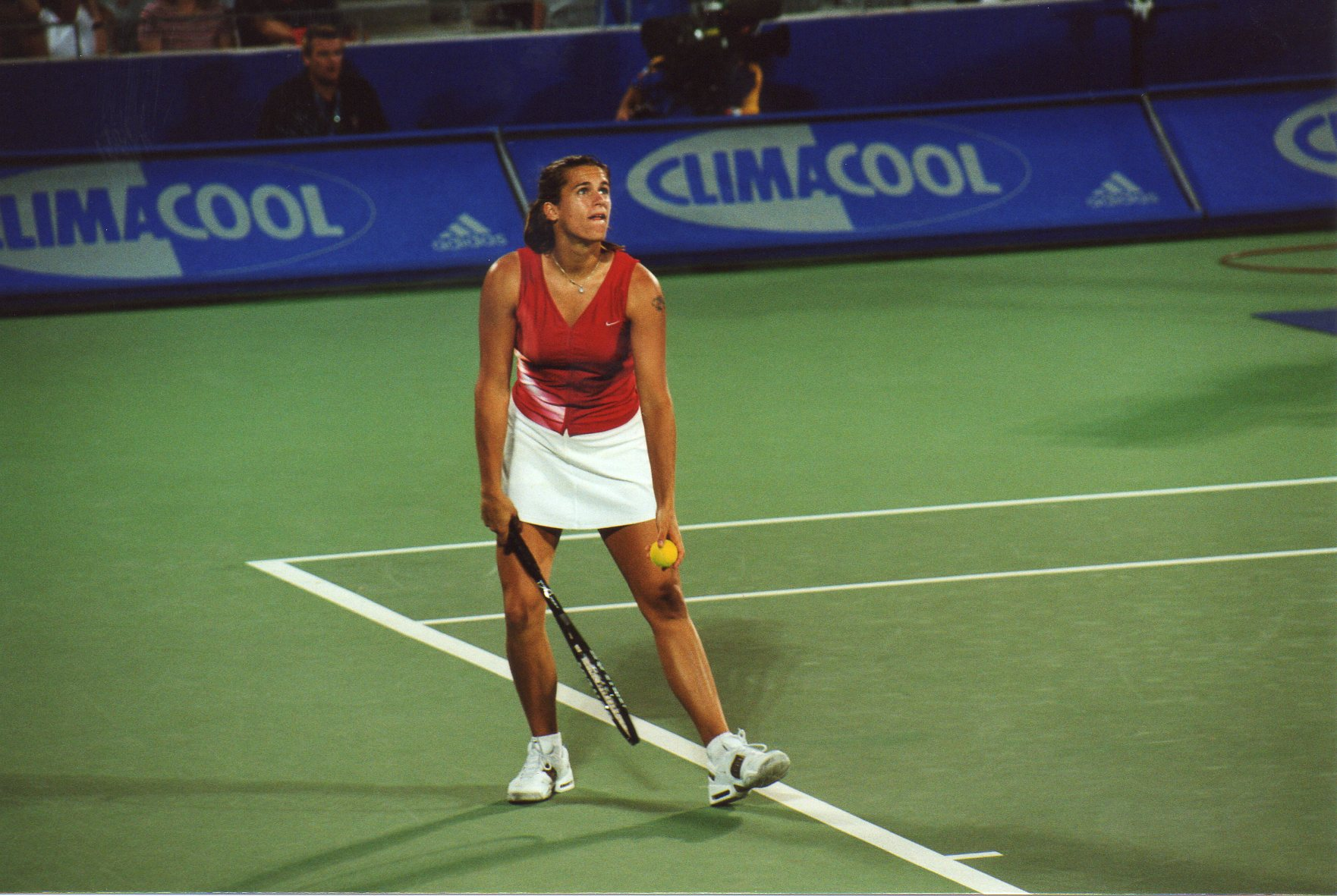
Моресмо на турнире в Сиднее 2002 года

В феврале 2001 года Моресмо выиграла свой тритий индивидуальный титул в Туре, победив на зальном турнире в Париже. В финальном матче она переиграла немку Анке Хубер — 7-6(2) 6-1. Через неделю она победила ещё на одном турнире в Ницце. На этот раз в решающем поединке Амели победила Магдалену Малееву (6-2, 6-0). В следующий раз она вышла на корт менее чем через два месяца и вновь выигрывает титул. В финале грунтового турнира в Амелия-Айленде она обыграла Аманду Кётцер (6-4, 7-5). После турнира она вернулась в рейтинге в топ-10. В мае Моресмо выиграла турнир 1-й категории в Берлине, где среди прочих выиграла у трёх теннисисток из первой десятки: № 8 Аманды Кётцер, № 1 Мартины Хингис и в финале № 4 Дженнифер Каприати (6-4, 2-6, 6-3). Через неделю она смогла выйти в финал турнира в Риме, но в борьбе за престижный трофей проиграла Елене Докич (6-7(3), 1-6). На Открытом чемпионате США француженка впервые с чемпионата Австралии-1999 года, где она вышла в финал, смогла пройти в стадию четвертьфинала. Путь дальше для неё закрыла Дженнифер Каприати.
На Открытом чемпионате Австралии 2002 года Моресмо вышла в стадию 1/4 финала. В феврале она дважды останавливалась на турнирах в полуфинале (в Париже и Антверпене), а также смогла завоевать один титул на турнире в Дубае (в финале была обыграна Сандрин Тестю — 6-4, 7-6(3)). Следующий раз до полуфинала Амели добралась уже в июле на Уимблдонском турнире, где путь в финал для неё закрыла Серена Уильямс. В августе француженка становится победительницей турнира 1-й категории в Монреале, где в решающем матче она переиграла Дженнифер Каприати (6-4, 6-1). На Открытом чемпионате США Моресмо смогла победить в том числе двух теннисисток из топ-10: Ким Клейстерс и Дженнифер Каприати и, таким образом, прошла в полуфинал. В борьбе за выход в финал она как и на Уимблдоне уступает теннисистке по фамилии Уильямс, но на это раз старшей из сестёр — Винус. В концовке сезона Моресмо ещё дважды добиралась до полуфинала на турнирах в Москве и Фильдерштадте. По итогам года она заняла 6-е место в рейтинге.
Сезон 2003 года Моресмо начала в феврале, пропустив Австралийский чемпионат. С ходу она смогла выйти в финал турнира в Париже, где потерпела поражение от Серены Уильямс в двух сетах. В том же месяце она добралась до полуфинала турнира в Дубае. В начале мая Амели завоевала главный приз грунтового турнира в Варшаве, где в финале была обыграна на отказе от продолжения борьбы в третьем сете Винус Уильямс (6-7(6), 6-0, 3-0). На следующем турнире в Берлине француженка вышла в полуфинал, а ещё через неделю на турнире в Риме, обыграв Дженнифер Каприати и Серену Уильямс, смогла попасть в решающий матч, где проиграла Ким Клейстерс (6-3, 6-7(3), 0-6). Серена смогла взять реванш у Амели на Открытом чемпионате Франции, где они встретились в четвертьфинале. Пропустив Уимблдон, она вновь вышла на корт в августе на турнире в Торонто, где вышла в 1/4 финала. На турнире в Нью-Хейвене Моресмо прошла в полуфинал, а на последнем в году Большом шлеме Открытом чемпионате Франции вышла в четвертьфинал, где не смогла справиться с Ким Клейстерс.
В осеней части сезона 2003 года она трижды сыграла в финалах на турнирах WTA. В начале октября она вышла на решающий матч турнира в Москве против «хозяйки корта» Анастасии Мыскиной и проиграла его со счётом 2-6, 4-6. В начале ноября она вновь встретилась с россиянкой в финале на турнире в Филадельфии и смогла взять реванш за поражение в Москве — 5-7, 6-0, 6-2. Завоеванный титул стал 10-м в карьере Моресмо на турнирах WTA в одиночном разряде. На Итоговом чемпионате, несмотря на два поражения в группе от Ким Клейстерс и Чанды Рубин, Амели удалось выйти из группы, благодаря единственной победе над Еленой Дементьевой. В полуфинале она сомгла переиграть Жюстин Энен-Арденн и, таким образом, смогла сыграть в решающем матче. В финале Моресмо вновь не смогла совладать с Клейстерс, уступив с разгромным счётом 2-6, 0-6. В конце ноября в составе французской сборной она отпраздновала победы в розыгрыше Кубка Федерации. Моресмо по ходу сезона выступала на всех стадиях Кубка Федерации и стабильно приносила очки в копилку сборной, сделав внушительный вклад из восьми побед и ни одного поражения. Сезон 2003 года она завершила на 4-й строчке женского одиночного рейтинга.
На старте сезона 2004 года Моресмо вышла в финал турнира в Сиднее, где проиграла Жюстин Энен-Арденн. На Открытом чемпионате Австралии ей удалось пройти в четвертьфинал, но на свой матч против Фабиолы Сулуага она не вышла. Следующее появление на турнирах пришлось на апрель. Француженка смогла выйти в финал грунтового турнира в Амелия-Айленде, обыграв в полуфинале первую ракетку мира Энен-Арденн. Завоевать титул ей все же не удалось. В борьбе за трофей Амели проигрывает Линдсей Дэвенпорт (4-6, 4-6). В мае она одерживает сразу две победы на турнирах 1-й категории. Сначала она смогла стать чемпионкой в Берлине, где в полуфинале она вновь обыграла лидера классификации Энен-Арденн, а в финале её соперница Винус Уильямс не вышла на матч. Следующая победа была завоевана на турнире в Риме, где в финале она переиграла Дженнифер Каприати (3-6, 6-3, 7-6(6)). На Открытом чемпионате Франции француженка вышла в четвертьфинал, где её обыграла финалистка того розыгрыша Елена Дементьева. На Уимблдонском турнире Моресмо второй раз в карьере вышла в полуфинал, но пройти вдальше ей помешала Серена Уильямс. В начале августа Амели выиграла турнир 1-й категории в Монреале, разгромив в финале россиянку Елену Лиховцеву — 6-1, 6-0. После этого успеха она впервые переместилась на вторую строчку рейтинга. В конце месяца Моресмо выступила на Олимпийских играх 2004 года в Афинах и завоевала серебряную медаль, уступив в финале бельгийке Жюстин Энен-Арденн.
| Стадия  | Соперница (посев)      | Рейтинг | Счёт           |
| 1 раунд | Кончита Мартинес       | 33      | 6-1 6-4        |
| 2 раунд | Мария Елена Камерин    | 67      | 6-0 6-1        |
| 3 раунд | Чанда Рубин (16)       | 22      | 6-3 6-1        |
| 1/4     | Светлана Кузнецова (5) | 10      | 7-6(5) 4-6 6-2 |
| 1/2     | Алисия Молик           | 23      | 7-6(8) 6-3     |
| Финал   | Жюстин Энен-Арденн (1) | 1       | 3-6 3-6        |

На Открытом чемпионате США, как и во Франции, Амели в четвертьфинале проиграла Елене Дементьевой, которая прошла в итоге в финал. Несмотря на это, по окончании турнира 13 сентября 2004 года Моресмо стала первой ракеткой мира и первой француженкой, которой это удалось. В октябре она вышла в финал турнира в Фильдерштадте, но проиграла в борьбе за титул Линдсей Дэвенпорт, отказавшись от продолжения борьбы после проигранного со счётом 2-6 первого сета. В конце месяца Амели выиграла турнир в Линце, обыграв в финале Елену Бовину (6-2, 6-0). Через неделю она смогла защитить прошлогодний титул на турнире в Филадельфии, где в решающем матче переиграла ещё одну россиянку Веру Звонарёву (3-6, 6-2, 6-2). На Итоговом чемпионате француженка выиграла все три матча в группе, но на стадии полуфинала уступила американке Серене Уильямс. По итогам сезона она уступила первую строчку Линдсей Дэвенпорт и заняла второе место.

### 2005—2006 (титулы в Австралии и на Уимблдоне)

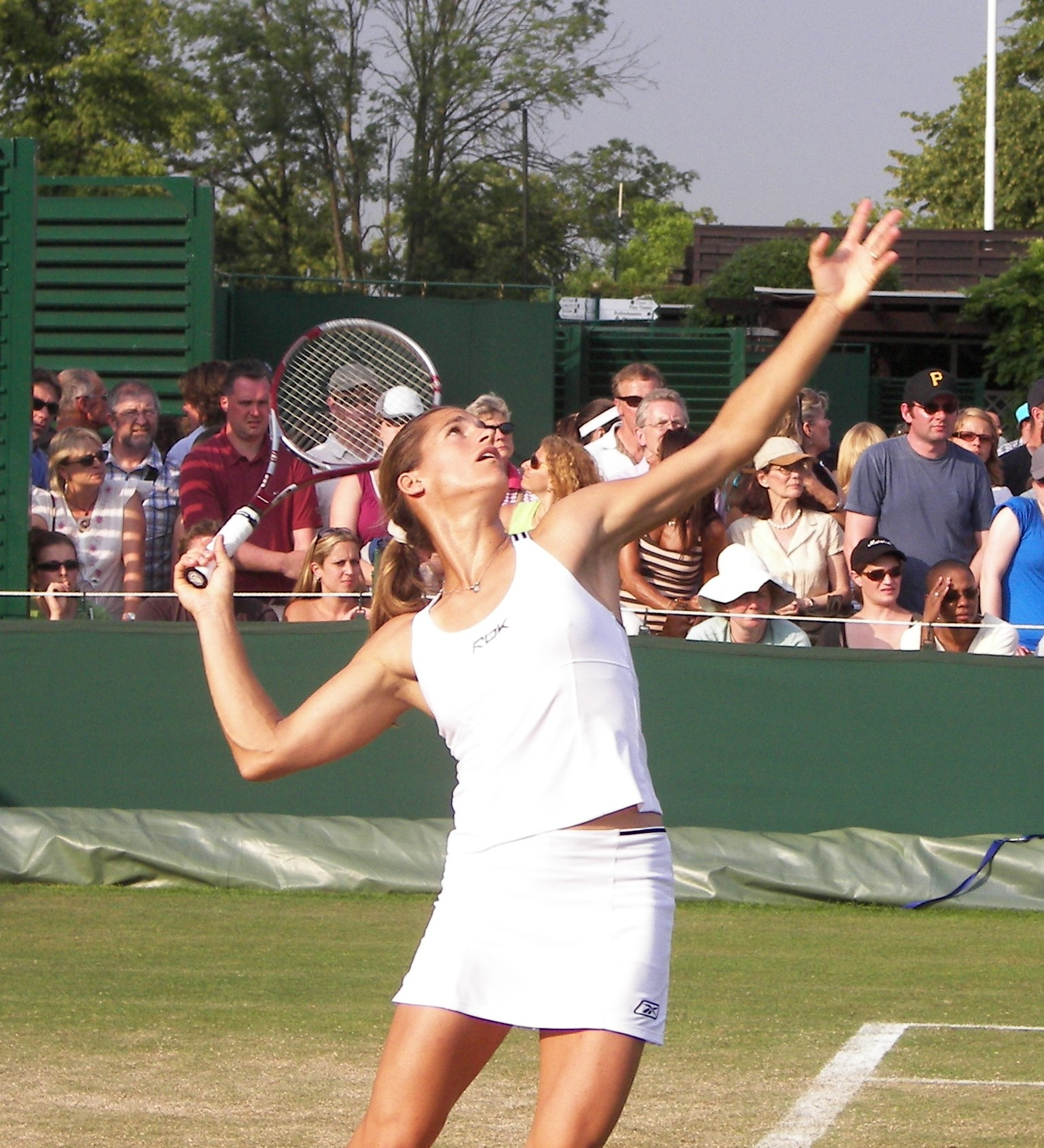
Моресмо на Уимблдонском турнире 2006 года

2005 год Моресмо начала с выхода в четвертьфинал Открытого чемпионата Австралии, где проиграла Серене Уильямс. В феврале на турнире в Париже она смогла выйти в финал, однако была обыграна там Динарой Сафиной — 4-6, 6-2, 3-6. Через неделю после этого ей удалось стать чемпионкой на турнире в Антверпене, где в финале она выиграла Винус Уильямс — 4-6, 7-5, 6-4. Ещё на одном февральском турнире в Дохе Амели прошла в полуфинал. Также до полуфинала она добралась на мартовском турнире 1-й категории в Майами. В мае француженка смогла победить на престижном грунтовом турнире в Риме. В финале её противостояла швейцарка Патти Шнидер, которую Моресмо обыграла со счётом 2-6, 6-3, 6-4. Неплохого результата она добилась летом на Уимблдонском турнире, где вышла в полуфинал, проиграв только Линдсей Дэвенпорт. В парном розыгрыше Уимблдона, где Моресмо сыграла совместно с россиянкой Светланой Кузнецовой, она смогла выйти в финал. В шаге от титула Амели и Светлану остановила пара Кара Блэк и Лизель Хубер.
В августе 2005 года она смогла выйти в полуфинал на турнире в Торонто и финал в Нью-Хейвене, где не смогла справиться с Линдсей Дэвенпорт (4-6, 4-6). На Открытом чемпионате США Моресмо прошла в четвертьфинал, где проиграла соотечественнице Мэри Пирс. Ещё одно поражение от Линдсей Дэвенпорт (2-6, 4-6) Моресмо терпит в октябре в финале турнира в Фильдерштадте. В начале ноября она смогла взять титул на турнире в Филадельфии, одолев в финале Елену Дементьеву (7-5, 2-6, 7-5). Также успешно завершился для француженки Итоговый чемпионат. На групповом этапе она переиграла Ким Клейстерс и Елену Дементьеву и проиграла Мэри Пирс. Заняв второе место, она вышла в полуфинал на победительницу «зелёной группы» Марию Шарапову и смогла выиграть у неё в двух сетах 7-6(1), 6-3. Финал турнира стал полностью французским. Моресмо вновь встретилась на турнире с Пирс, но, в отличие от матча в группе, смогла выиграть в напряженной борьбе более опытную соотечественницу (5-7, 7-6(3), 6-4) и завоевать титул.
В январе 2006 года Моресмо одержала первую победу на турнирах Большого шлема. Она смогла победить на Открытом чемпионате Австралии, где в финале она победила Жюстин Энен-Арденн на отказе соперницы от продолжения борьбы во втором сете. Амели стала второй представительнице й Франции, которая выиграла женский одиночный турнир на кортах Мельбурна (первой стала Мари Пирс в 1995 году). Титул в Австралии стал 20-м для Моресмо на одиночных турнирах WTA.
| Стадия  | Соперница (посев)      | Рейтинг | Счёт                |
| 1 раунд | Сунь Тяньтянь          | 103     | 4-6 6-2 6-2         |
| 2 раунд | Эмили Луа              | 76      | 7-6(1) 6-2          |
| 3 раунд | Михаэлла Крайчек       | 43      | 6-2 — отказ         |
| 4 раунд | Николь Вайдишова (16)  | 16      | 6-1 6-1             |
| 1/4     | Патти Шнидер (7)       | 8       | 6-3 6-0             |
| 1/2     | Ким Клейстерс (2)      | 2       | 5-7 6-2 3-2 — отказ |
| Финал   | Жюстин Энен-Арденн (8) | 6       | 6-1 2-0 — отказ     |

Победная серия француженки продолжилась и после Австралийского чемпионата. В феврале она выиграл два турнира подряд. Первым был титул в Париже, где в финале она переиграла Мэри Пирс (6-1, 7-6(2)). Вторую победу Моресмо одержала на турнире в Антверпене, обыграв в решающем матче первую ракетку мира на тот момент Ким Клейстерс (3-6, 6-3, 6-3). В итоге её победная серия в начале сезона составила 16 матчей подряд, включая ещё одну победу на турнире в Дубае. В начале марта Амели сыграла в финале турнира в Дохе, где уступила россиянке Надежде Петровой (3-6, 5-7). Весной она вновь стала первой ракеткой мира. На турнире 1-й категории в Майами она вышла в полуфинал. В мае до этой же стадии она добралась на турнире в Берлине. В июне на турнире в Истборне Моресмо победила в парном разряде, выступая в дуэте со Светланой Кузнецовой. В начале июня Моресмо смогла победить на втором в сезоне Большом шлеме — Уимблдонском турнире. Последний раз до Моресмо представитель Франции побеждал на Уимблдоне в одиночном разряде в 1946 году (в мужских соревнованиях победил Ивон Петра), а в женском турнире и вовсе в 1925 году (последнюю победу на турнире тогда одержала шестикратная его победительница Сюзан Ленглен). В финале, как и в Австралии, Амели обыграла Жюстин Энен-Арденн.
| Стадия  | Соперница (посев)      | Рейтинг | Счёт        |
| 1 раунд | Ивана Абрамович (Q)    | 192     | 6-0 6-0     |
| 2 раунд | Саманта Стосур         | 50      | 6-4 6-2     |
| 3 раунд | Николь Пратт (Q)       | 136     | 6-1 6-2     |
| 4 раунд | Ана Иванович (19)      | 22      | 6-3 6-4     |
| 1/4     | Анастасия Мыскина (9)  | 11      | 6-1 3-6 6-3 |
| 1/2     | Мария Шарапова (4)     | 4       | 6-3 3-6 6-2 |
| Финал   | Жюстин Энен-Арденн (3) | 3       | 2-6 6-3 6-4 |

После Уимблдона Моресмо взяла паузу и вышла на корт в конце августа. На Открытом чемпионате США она смогла выйти в полуфинал, но проиграла в нём Марии Шараповой. В конце сентября француженка сыграла в финале турнира в Пекине, но не смогла там переиграть Светлану Кузнецову (4-6, 0-6). В концовке сезона она не смогла защитить прошлогодний титул на Итоговом чемпионате, однако смогла принять участие в финальном матче. В решающий момент её обыграла Жюстин Энен-Арденн (4-6 3-6). Бельгийка по итогам сезона заняла первое место в рейтинге, а Моресмо опустилась на третью строчку, пропустив вперёд ещё и Марию Шарапову.

### Завершение карьеры

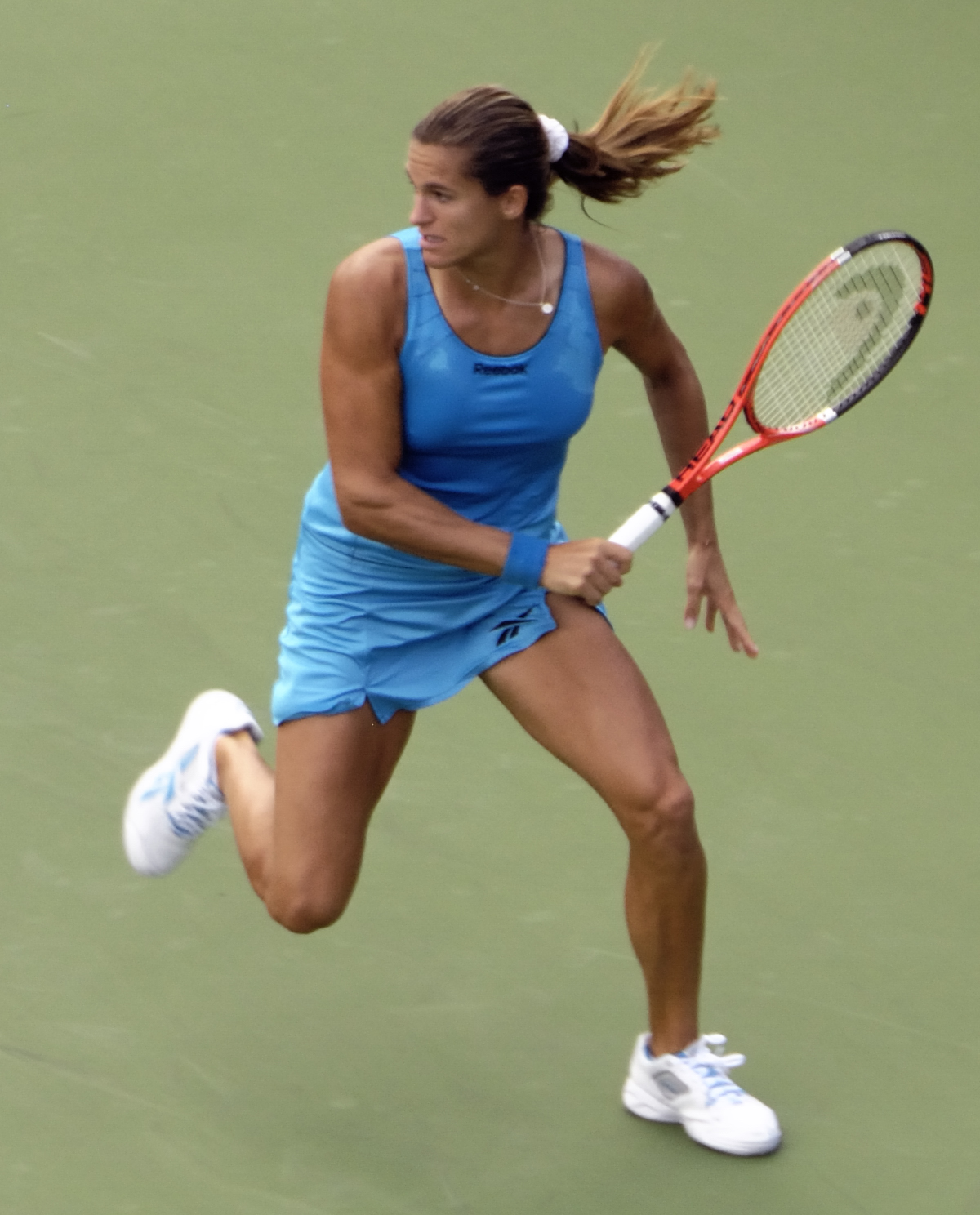
Моресмо на последнем в карьере профессиональном турнире Открытом чемпионате США 2009 года

После ярко проведенного сезона 2006 года спортивные результаты Моресмо пошли на спад. Уже на Открытом чемпионате Австралии 2007 года она не смогла защитить прошлогодний титул, проиграв на стадии четвёртого раунда Луции Шафаржовой. В феврале она сыграла в полуфинале в Париже и смогла защитить титул в Антверпене, где в финале победила Ким Клейстерс (6-4 7-6(4)). На турнире в Дубае Амели прошла в финал, где уступила ещё одной бельгийской теннисистке Жюстин Энен (4-6, 5-7). Свой следующий финал она сыграла в преддверии Ролан Гаррос в конце мая на турнире в Страсбурге, где была обыграна испанской теннисисткой Анабель Мединой Гарригес. Перед Уимблдоном Моресмо сыграла в финале турнира в Истборне и проиграла Жюстин Энен (5-7 7-6(4) 6-7(2)). Защитить титул Уимблдона её не удалось, как и в Австралии она выбыла на стадии четвёртого раунда, уступив на этот раз Николь Вайдишовой. Открытый чемпионат США Моресмо пришлось пропустить и она вернулась в тур в конце сентября, но выступала не слишком удачно и завершила сезон 2007 года за пределами топ-10.
Ещё менее удачно для Амели сложился сезон 2008 года. Первый раз до полуфинала она смогла дойти лишь в августе на турнире в Цинциннати. Такого же результата она добилась через две недели в Нью-Хейвене. Эти результаты стали для француженки лучшими в сезоне и она завершила его лишь на 24-м месте.
На старте 2009 года Моресмо вышла в 1/2 финала в Брисбене. В феврале на турнире в Париже она выиграла свой последний в карьере индивидуальный титул, который оказался для неё 25-м. В финале Амели смогла переиграть Елену Дементьеву со счётом 7-6(7), 2-6, 6-4. Ещё один трофей до окончания карьеры она завоевала в парном разряде в марте. На турнире в Майами она добилась успеха в альянсе со Светланой Кузнецовой. В мае на другом турнире серии премьер в Мадриде Моресмо прошла в полуфинал одиночного турнира. До конца сезона она ещё один раз прошла в стадию полуфинала в августе на турнире в Нью-Хейвене. Последним в карьере Моресмо турниром стал Открытый чемпионат США, где во втором раунде она проиграла Александре Возняк. 3 декабря 2009 года Амели объявила о завершении спортивной карьеры.

### После завершения спортивной карьеры
По завершении карьеры игрока Моресмо начала тренерскую карьеру. В 2010 году она стала тренером-консультантом соотечественника Микаэля Льодра. В 2012 году она работала в команде Виктории Азаренко. В 2013 году она стала тренером Марион Бартоли, которая в том сезоне смогла выиграть Уимблдонский турнир.
C 2014 по 2016 год работала тренером у Энди Маррея. За два года сотрудничества с Моресмо Маррей выиграл семь титулов (включая первые в карьере на грунте), дважды дошёл до финала на Открытом чемпионате Австралии (в 2015 и 2016 годах) и вернулся на вторую строчку рейтинга.
В 2015 году француженка была введена в Международный зал теннисной славы. В связи с близящимися родами она не смогла появиться на церемонии в Ньюпорте в этот год, и церемония с её участием прошла лишь в 2016 году.
C 2018 по 2020 год работала тренером у Люка Пуя. Под руководством Моресмо Пуй на Открытом чемпионате Австралии 2019 года впервые дошёл до полуфинала турнира «Большого шлема». Чтобы присоединиться к его команде, она отказалась от поста капитана сборной Франции в Кубке Дэвиса.
В 2021 году стала директором «Ролан Гаррос» и будет занимать его минимум три года.

## Итоговое место в рейтинге WTA по годам
| Год  | Одиночный рейтинг | Парный рейтинг |
| 2009 | 21                | 57             |
| 2008 | 24                | 144            |
| 2007 | 18                | 302            |
| 2006 | 3                 | 57             |
| 2005 | 3                 | 64             |
| 2004 | 2                 | 138            |
| 2003 | 4                 |                |
| 2002 | 6                 | 182            |
| 2001 | 9                 | 197            |
| 2000 | 16                | 53             |
| 1999 | 10                | 85             |
| 1998 | 29                | 151            |
| 1997 | 109               |                |
| 1996 | 180               | 671            |
| 1995 | 290               | 284            |
| 1994 | 827               | 750            |

## Выступления на турнирах

### Финалы турниров Большого шлема в одиночном разряде (3)

#### Победы (2)
| №  | Дата | Турнир                       | Покрытие | Соперник в финале  | Счёт            |
| 1. | 2006 | Открытый чемпионат Австралии | Хард     | Жюстин Энен-Арденн | 6-1 2-0 — отказ |
| 2. | 2006 | Уимблдонский турнир          | Трава    | Жюстин Энен-Арденн | 2-6 6-3 6-4     |

#### Поражения (1)
| №  | Дата | Турнир                       | Покрытие | Соперник в финале | Счёт    |
| 1. | 1999 | Открытый чемпионат Австралии | Хард     | Мартина Хингис    | 2-6 3-6 |

### Финалы Итоговых турнировWTAв одиночном разряде (3)

#### Победы (1)
| №  | Год  | Турнир            | Покрытие   | Соперница в финале | Счёт           |
| 1. | 2005 | Лос-Анджелес, США | Хард (зал) | Мэри Пирс          | 5-7 7-6(3) 6-4 |

#### Поражения (2)
| №  | Год  | Турнир            | Покрытие   | Соперница в финале | Счёт    |
| 1. | 2003 | Лос-Анджелес, США | Хард (зал) | Ким Клейстерс      | 2-6 0-6 |
| 2. | 2006 | Мадрид, Испания   | Хард (зал) | Жюстин Энен-Арденн | 4-6 3-6 |

### Финалы Олимпийских турниров в одиночном разряде (1)

#### Поражения (1)
| №  | Год  | Турнир        | Покрытие | Соперница в финале | Счет    |
| 1. | 2004 | Афины, Греция | Хард     | Жюстин Энен-Арденн | 3-6 3-6 |

### Финалы турниров в одиночном разряде (48)

#### Победы (25)
| Легенда: До 2009 года       | Легенда: С 2009 года    |
| --------------------------- | ----------------------- |
| Турниры Большого шлема (2)* |                         |
| Олимпиада (0)               |                         |
| Итоговый турнир WTA (1)     |                         |
| 1-я категория (6)           | Premier Mandatory (0+1) |
| 2-я категория (14+2)        | Premier 5 (0)           |
| 3-я категория (0)           | Premier (1)             |
| 4-я категория (1)           | International (0)       |
| 5-я категория (0)           | International (0)       |

| Титулы по покрытиям | Титулы по месту месту проведения матчей турнира |
| ------------------- | ----------------------------------------------- |
| Хард (14+1)*        | Зал (13+1)                                      |
| Грунт (6)           | Зал (13+1)                                      |
| Трава (1+1)         | Открытый воздух (12+2)                          |
| Ковёр (4+1)         | Открытый воздух (12+2)                          |

* количество побед в одиночном разряде + количество побед в парном разряде.
| №   | Дата            | Турнир                       | Покрытие    | Соперник в финале  | Счёт                   |
| 1.  | 24 октября 1999 | Братислава, Словакия         | Хард (зал)  | Ким Клейстерс      | 6-3 6-3                |
| 2.  | 15 января 2000  | Сидней, Австралия            | Хард        | Линдсей Дэвенпорт  | 7-6(2) 6-4             |
| 3.  | 11 февраля 2001 | Париж, Франция               | Ковёр (зал) | Анке Хубер         | 7-6(2) 6-1             |
| 4.  | 18 февраля 2001 | Ницца, Франция               | Ковёр (зал) | Магдалена Малеева  | 6-2 6-0                |
| 5.  | 15 апреля 2001  | Амелия-Айленд, США           | Грунт       | Аманда Кётцер      | 6-4 7-5                |
| 6.  | 13 мая 2001     | Берлин, Германия             | Грунт       | Дженнифер Каприати | 6-4 2-6 6-3            |
| 7.  | 23 февраля 2002 | Дубай, ОАЭ                   | Хард        | Сандрин Тестю      | 6-4 7-6(3)             |
| 8.  | 18 августа 2002 | Монреаль, Канада             | Хард        | Дженнифер Каприати | 6-4 6-1                |
| 9.  | 4 мая 2003      | Варшава, Польша              | Грунт       | Винус Уильямс      | 6-7(6) 6-0 3-0 — отказ |
| 10. | 2 ноября 2003   | Филадельфия, США             | Хард (зал)  | Анастасия Мыскина  | 5-7 6-0 6-2            |
| 11. | 9 мая 2004      | Берлин, Германия (2)         | Грунт       | Винус Уильямс      | Без игры               |
| 12. | 16 мая 2004     | Рим, Италия                  | Грунт       | Дженнифер Каприати | 3-6 6-3 7-6(6)         |
| 13. | 8 августа 2004  | Монреаль, Канада (2)         | Хард        | Елена Лиховцева    | 6-1 6-0                |
| 14. | 31 октября 2004 | Линц, Австрия                | Хард (зал)  | Елена Бовина       | 6-2 6-0                |
| 15. | 7 ноября 2004   | Филадельфия, США (2)         | Хард (зал)  | Вера Звонарёва     | 3-6 6-2 6-2            |
| 16. | 20 февраля 2005 | Антверпен, Бельгия           | Хард (зал)  | Винус Уильямс      | 4-6 7-5 6-4            |
| 17. | 15 мая 2005     | Рим, Италия (2)              | Грунт       | Патти Шнидер       | 2-6 6-3 6-4            |
| 18. | 6 ноября 2005   | Филадельфия, США (3)         | Хард (зал)  | Елена Дементьева   | 7-5 2-6 7-5            |
| 19. | 13 ноября 2005  | Итоговый чемпионат           | Хард (зал)  | Мэри Пирс          | 5-7 7-6(3) 6-4         |
| 20. | 29 января 2006  | Открытый чемпионат Австралии | Хард        | Жюстин Энен-Арденн | 6-1 2-0 — отказ        |
| 21. | 12 февраля 2006 | Париж, Франция (2)           | Ковёр (зал) | Мэри Пирс          | 6-1 7-6(2)             |
| 22. | 19 февраля 2006 | Антверпен, Бельгия (2)       | Хард (зал)  | Ким Клейстерс      | 3-6 6-3 6-3            |
| 23. | 9 июля 2006     | Уимблдон                     | Трава       | Жюстин Энен-Арденн | 2-6 6-3 6-4            |
| 24. | 18 февраля 2007 | Антверпен, Бельгия (3)       | Хард (зал)  | Ким Клейстерс      | 6-4 7-6(4)             |
| 25. | 15 февраля 2009 | Париж, Франция (3)           | Ковёр (зал) | Елена Дементьева   | 7-6(7) 2-6 6-4         |

#### Поражения (23)
| №   | Дата             | Турнир                       | Покрытие    | Соперник в финале       | Счёт              |
| 1.  | 17 мая 1998      | Берлин, Германия             | Грунт       | Кончита Мартинес        | 4-6 4-6           |
| 2.  | 31 января 1999   | Открытый чемпионат Австралии | Хард        | Мартина Хингис          | 2-6 3-6           |
| 3.  | 28 февраля 1999  | Париж, Франция               | Хард (зал)  | Серена Уильямс          | 2-6 6-3 6-7(4)    |
| 4.  | 7 мая 2000       | Бол, Хорватия                | Грунт       | Тина Писник             | 6-7(4) 6-7(2)     |
| 5.  | 21 мая 2000      | Рим, Италия                  | Грунт       | Моника Селеш            | 2-6 6-7(4)        |
| 6.  | 20 мая 2001      | Рим, Италия (2)              | Грунт       | Елена Докич             | 6-7(3) 1-6        |
| 7.  | 9 февраля 2003   | Париж, Франция (2)           | Ковёр (зал) | Серена Уильямс          | 3-6 2-6           |
| 8.  | 18 мая 2003      | Рим, Италия (3)              | Грунт       | Ким Клейстерс           | 6-3 6-7(3) 0-6    |
| 9.  | 5 октября 2003   | Москва, Россия               | Ковёр (зал) | Анастасия Мыскина       | 2-6 4-6           |
| 10. | 10 ноября 2003   | Итоговый чемпионат           | Хард (зал)  | Ким Клейстерс           | 2-6 0-6           |
| 11. | 17 января 2004   | Сидней, Австралия            | Хард        | Жюстин Энен-Арденн      | 4-6 4-6           |
| 12. | 11 апреля 2004   | Амелия-Айленд, США           | Грунт       | Линдсей Дэвенпорт       | 4-6 4-6           |
| 13. | 22 августа 2004  | Олимпиада                    | Хард        | Жюстин Энен-Арденн      | 3-6 3-6           |
| 14. | 10 октября 2004  | Фильдерштадт, Германия       | Хард (зал)  | Линдсей Дэвенпорт       | 2-6 — отказ       |
| 15. | 13 февраля 2005  | Париж, Франция (3)           | Ковёр (зал) | Динара Сафина           | 4-6 6-2 3-6       |
| 16. | 27 августа 2005  | Нью-Хэйвен, США              | Хард        | Линдсей Дэвенпорт       | 4-6 4-6           |
| 17. | 9 октября 2005   | Фильдерштадт, Германия (2)   | Хард (зал)  | Линдсей Дэвенпорт       | 2-6 4-6           |
| 18. | 4 марта 2006     | Доха, Катар                  | Хард        | Надежда Петрова         | 3-6 5-7           |
| 19. | 24 сентября 2006 | Пекин, Китай                 | Хард        | Светлана Кузнецова      | 4-6 0-6           |
| 20. | 12 ноября 2006   | Итоговый чемпионат (2)       | Хард (зал)  | Жюстин Энен-Арденн      | 4-6 3-6           |
| 21. | 24 февраля 2007  | Дубай, ОАЭ                   | Хард        | Жюстин Энен             | 4-6 5-7           |
| 22. | 26 мая 2007      | Страсбург, Франция           | Грунт       | Анабель Медина Гарригес | 4-6 6-4 4-6       |
| 23. | 24 июня 2007     | Истборн, Великобритания      | Трава       | Жюстин Энен             | 5-7 7-6(4) 6-7(2) |

### Финалы турнировITFв одиночном разряде (3)

#### Победы (2)
| Легенда:          |
| ----------------- |
| 100.000 USD (0)   |
| 75.000 USD (0)    |
| 50.000 USD (1)    |
| 25.000 USD (0)    |
| 10.000 USD (1+2)* |

| Титулы по покрытиям | Титулы по месту проведения матчей турнира |
| ------------------- | ----------------------------------------- |
| Хард (0)            | Зал (0)                                   |
| Грунт (2+2)*        | Зал (0)                                   |
| Трава (0)           | Открытый воздух (2+2)                     |
| Ковёр (0)           | Открытый воздух (2+2)                     |

* количество побед в одиночном разряде + количество побед в парном разряде.
| №  | Дата             | Турнир               | Покрытие | Соперница в финале | Счёт    |
| 1. | 15 октября 1995  | Сен-Рафаэль, Франция | Грунт    | Сеголен Берже      | 6-3 6-2 |
| 2. | 28 сентября 1997 | Салоники, Греция     | Грунт    | Ева Бес Остарис    | 6-0 6-0 |

#### Поражения (1)
| №  | Дата            | Турнир                | Покрытие | Соперник в финале       | 'Счёт   |
| 1. | 18 августа 1996 | Бронкс, Нью-Йорк, США | Хард     | Вирхиния Руано Паскуаль | 4-6 3-6 |

### Финалы турниров Большого шлема в парном разряде (1)

#### Поражения (1)
| №  | Дата | Турнир              | Покрытие | Партнёр            | Соперники в финале     | Счёт    |
| 1. | 2005 | Уимблдонский турнир | Трава    | Светлана Кузнецова | Кара Блэк Лизель Хубер | 2-6 1-6 |

### Финалы турнировWTAв парном разряде (4)

#### Победы (3)
| №  | Дата            | Турнир                  | Покрытие    | Партнёр            | Соперницы в финале               | Счёт           |
| 1. | 22 октября 2000 | Линц, Австрия           | Ковёр (зал) | Чанда Рубин        | Ай Сугияма Натали Тозья          | 6-4 6-4        |
| 2. | 24 июня 2006    | Истборн, Великобритания | Трава       | Светлана Кузнецова | Мартина Навратилова Лизель Хубер | 6-2 6-4        |
| 3. | 5 апреля 2009   | Майами, США             | Хард        | Светлана Кузнецова | Квета Пешке Лиза Реймонд         | 4-6 6-3 [10-3] |

#### Поражения (1)
| №  | Дата        | Турнир              | Покрытие | Партнёр            | Соперницы в финале     | Счёт    |
| 1. | 3 июля 2005 | Уимблдонский турнир | Трава    | Светлана Кузнецова | Кара Блэк Лизель Хубер | 2-6 1-6 |

### Финалы турнировITFв парном разряде (4)

#### Победы (2)
| №  | Дата            | Турнир                     | Покрытие | Партнёр         | Соперницы в финале               | Счёт       |
| 1. | 14 мая 1995     | Ле-Туке-Пари-Плаж, Франция | Грунт    | Аманда Уэйнрайт | Юлия Апостоли Сильви Саба        | 6-4 6-2    |
| 2. | 15 октября 1995 | Сен-Рафаэль, Франция       | Грунт    | Бернанжер Гийо  | Анжелика Оливье Паскаль Эшеменди | 6-3 7-6(4) |

#### Поражения (2)
| №  | Дата            | Турнир              | Покрытие    | Партнёр        | Соперницы в финале            | Счёт        |
| 1. | 21 октября 1995 | Фленсбург, Германия | Ковёр (зал) | Сандра Клёзель | Иветт Бастинг Елена Татаркова | 4-6 6-2 2-6 |
| 2. | 21 апреля 1996  | Жело, Франция       | Грунт       | Изабель Таёш   | Кара Блэк Нирупама Санжеев    | 6-7(4) 3-6  |

### Финалы командных турниров (4)

#### Победы (1)
| №  | Год  | Турнир          | Команда                                           | Соперник в финале                                        | Счёт |
| 1. | 2003 | Кубок Федерации | Франция А. Моресмо, М. Пирс, Э.Луа, С. Коэн-Алоро | США Л. Реймонд, М. Шонесси, А. Стивенсон, М. Навратилова | 4-1  |

#### Поражения (2)
| №  | Год  | Турнир          | Команда                                       | Соперник в финале          | Счёт |
| 1. | 2004 | Кубок Федерации | Россия С. Кузнецова, А. Мыскина, В. Звонарёва | Франция не играла в финале | 3-2  |
| 2. | 2005 | Кубок Федерации | Россия Е. Дементьева, А. Мыскина, Д. Сафина   | Франция М. Пирс, А.Моресмо | 3-2  |

## История выступлений на турнирах
| Турнир                       | 1995          | 1996          | 1997          | 1998          | 1999          | 2000          | 2001          | 2002          | 2003          | 2004          | 2005          | 2006          | 2007          | 2008          | 2009          | Итог   | В/П за карьеру |
| ---------------------------- | ------------- | ------------- | ------------- | ------------- | ------------- | ------------- | ------------- | ------------- | ------------- | ------------- | ------------- | ------------- | ------------- | ------------- | ------------- | ------ | -------------- |
| Турниры Большого шлема       |               |               |               |               |               |               |               |               |               |               |               |               |               |               |               |        |                |
| Открытый чемпионат Австралии | -             | К             | К             | 3Р            | Ф             | 2Р            | 4Р            | 1/4           | -             | 1/4           | 1/4           | П             | 4Р            | 3Р            | 3Р            | 1 / 11 | 38-9           |
| Открытый чемпионат Франции   | 1Р            | 2Р            | 2Р            | 1Р            | 2Р            | 4Р            | 1Р            | 4Р            | 1/4           | 1/4           | 3Р            | 4Р            | 3Р            | 2Р            | 1Р            | 0 / 15 | 25-15          |
| Уимблдонский турнир          | -             | -             | К             | 2Р            | -             | 1Р            | 3Р            | 1/2           | -             | 1/2           | 1/2           | П             | 4Р            | 3Р            | 4Р            | 1 / 10 | 33-9           |
| Открытый чемпионат США       | -             | -             | -             | 3Р            | 4Р            | -             | 1/4           | 1/2           | 1/4           | 1/4           | 1/4           | 1/2           | -             | 4Р            | 2Р            | 0 / 10 | 35-10          |
| Итог                         | 0 / 1         | 0 / 1         | 0 / 1         | 0 / 4         | 0 / 3         | 0 / 3         | 0 / 4         | 0 / 4         | 0 / 2         | 0 / 4         | 0 / 4         | 2 / 4         | 0 / 3         | 0 / 4         | 0 / 4         | 2 / 46 |                |
| В/П в сезоне                 | 0-1           | 1-1           | 1-1           | 5-4           | 10-3          | 4-3           | 9-4           | 17-4          | 8-2           | 17-3          | 15-4          | 22-2          | 8-3           | 8-4           | 6-4           |        | 131-43         |
| Олимпийские игры             |               |               |               |               |               |               |               |               |               |               |               |               |               |               |               |        |                |
| Летняя олимпиада             | НП            | -             | Не проводился | Не проводился | Не проводился | 1Р            | Не проводился | Не проводился | Не проводился | Ф             | Не проводился | Не проводился | Не проводился | -             | НП            | 0 / 2  | 5-2            |
| Итоговые турниры             |               |               |               |               |               |               |               |               |               |               |               |               |               |               |               |        |                |
| Итоговый турнир WTA          | -             | -             | -             | -             | 1Р            | -             | 1Р            | -             | Ф             | 1/2           | П             | Ф             | -             | -             | -             | 1 / 6  | 12-9           |
| Кубок Большого шлема         | Не проводился | Не проводился | Не проводился | -             | 1/4           | Не проводился | Не проводился | Не проводился | Не проводился | Не проводился | Не проводился | Не проводился | Не проводился | Не проводился | Не проводился | 0 / 1  | 0-1            |

К — проигрыш в квалификационном турнире.

## Интересные факты
Амели Моресмо сыграла саму себя в фильме «Одиннадцать заповедей» (фр. Les 11 commandements, 2004), а затем Амеликс в комедии «Астерикс на Олимпийских играх» (фр. Astérix aux Jeux Olympiques, 2008).